# هانز فريدريش
هانز فريدريش بلونك (بالألمانية: Hans Friedrich Blunck)‏ (3 سبتمبر 1888 – 24 أبريل 1961) فقيهًا وكاتبًا ألمانيًا. في زمن الرايخ الثالث، شغل مناصب مختلفة في المؤسسات الثقافية النازية.

## حياته
ولد لمعلم مدرسة في ألتونا بالقرب من هامبورغ ودرس القانون في جامعة كيل وجامعة روبريشت كارل في هايدلبرغ. في الجامعة الأخيرة حصل على درجة الدكتوراه في عام 1912 بأطروحة Die Anefangsklage. Eine rechtsgeschichtliche Studie.
تم استدعاؤه إلى الجيش في الحرب العالمية الأولى وعمل كضابط. بين عامي 1920 و1928، عمل مستشارًا حكوميًا، ومن عام 1925 حتى عام 1928 كنقابي في جامعة هامبورغ.
عاش 19من 19-1924 في منطقة Vierbergen من في آرينسبورغ وعاش بعد ذلك في Hoisdorf. في عام 1931، انتقل إلى ملكيته "Mölenhoff" في Grebin بالقرب من بلون.
في عام 1952، نشر مذكراته تحت عنوان Unwegsame Zeiten ("Pathless Times". توفي في 24 أبريل 1961.

## روابط خارجية
- هانز فريدريش على موقع مونزينجر (الألمانية)